# Zopirió (general)
|  | Per a altres significats, vegeu «Zopirió». |

Zopirió (en grec antic: Ζωπυρίων) (floruit 331 aC) va ser un general macedoni, nomenat sàtrapa de Tràcia o del Pont per Alexandre el Gran. L'any 331 aC va dirigir una invasió contra el territori d'Escítia. Justí diu que va organitzar un gran exèrcit de fins a 30.000 homes amb els que es va internar al territori dels escites per oferir uns nous territoris a Alexandre.
Va recórrer la costa de la mar Negra i va posar setge a Òlbia, una colònia de Milet que l'any 334 aC ja havia conquerit Alexandre. Justí explica que no hi havia motiu per aquesta expedició, a part del desig de Zopirió d'obtenir credibilitat militar. Els escites el van derrotar totalment, i Alexandre va ordenar que es celebressin tres dies de dol pel fracàs del general.
Macrobi diu que els habitants d'Òlbia van alliberar a tots els esclaus i van concedir la ciutadania als estrangers que lluitessin per defensar la ciutat. A més van incorporar a l'exèrcit defensor a tots els que fossin aptes pel combat. Quint Curci Ruf explica que la flota que Zopirió havia organitzat per acompanyar l'exèrcit va ser destruïda per una gran borrasca. Les naus que no es van enfonsar van ser atacades pels getes.
Zopirió, sense recursos, es va retirar cap a l'Istre (Danubi) i durant l'itinerari es va haver d'enfrontar amb els escites, els getes, els tribal·lis i els tracis. Finalment, Zopirió, amb la majoria dels seus homes, va morir.
Alexandre va conèixer la mort del seu general per una carta que li va enviar Antípatre des de Macedònia, on també li explicava la mort d'Agis III, rei d'Esparta, i d'Alexandre, rei de l'Epir. Justí diu que Alexandre el Gran es va alegrar molt per la mort dels dos reis, i en canvi no va mostrar dolor per la mort de Zopirió.